# 오마르 다프
오마르 다프(프랑스어: Omar Daf, 1977년 2월 12일 ~ )는 세네갈의 축구 감독으로, 현재 리그 2의 아미앵의 감독이다. 프랑스 국적의 세네갈 국가대표팀으로 합류해 2002년 FIFA 월드컵에 참가했다. 그는 풀백으로 뛰었지만, 센터백으로도 뛸 수 있었다.

## 구단 경력
다카르에서 태어난 다프는 US 고레와 함께 축구를 하기 시작했다. 17세에 벨기에 축구 스카우트 카렐 브로켄은 그를 벨기에 2부 리그 팀인 KVC 베스테를로로 영입하여 프로 경력을 시작했다. 1년 후, 다프는 1997년 소쇼에서 12년 간의 시즌을 시작하기 전에 프랑스 샹피오나 나시오날 2 리그 팀인 토농 에비앙에 합류했다.

## 국가대표팀 경력
프랑스 출신 그는 세네갈 국가대표팀으로 합류해 2002년 FIFA 월드컵 8강 진출자이자 2002년 아프리카 네이션스컵 결승 진출자이고 2006년 아프리카 네이션스컵에서 4위를 차지했다.
2010년 8월, 그는 카보베르데와의 친선 경기에서 4년 만에 국가대표로 복귀했다. 그리고 나서 그는 2012년 아프리카 네이션스컵 예선 (E조)에 참가하도록 부름을 받았다.
2011년 5월 오른쪽 무릎 전방 십자인대가 파열되면서 2011-2012 시즌 초반 그라운드를 떠났음에도 불구하고, 그는 아마라 트라오레에 의해 2012년 아프리카 네이션스컵에 선정되었다.

## 감독 경력
2018년 11월, 다프는 소쇼의 감독이 되었다. 2019년 1월, 그는 2021년까지 계약을 연장했다.
2023년 6월, 다프는 리그 2의 아미앵의 감독으로 임명되었다.

## 수상

### 국가대표팀
세네갈
- 세네갈 축구 국가대표팀 : 준우승 (2002)[11]